# 시드니 샘슨
시드니 샘슨(Sidney Samson, 1981년 10월 2일 ~ )은 네덜란드의 디스크자키이다.